# Kościół Świętego Zygmunta w Łosicach
Kościół Świętego Zygmunta w Łosicach – rzymskokatolicki kościół parafialny należący do dekanatu Łosice diecezji siedleckiej.

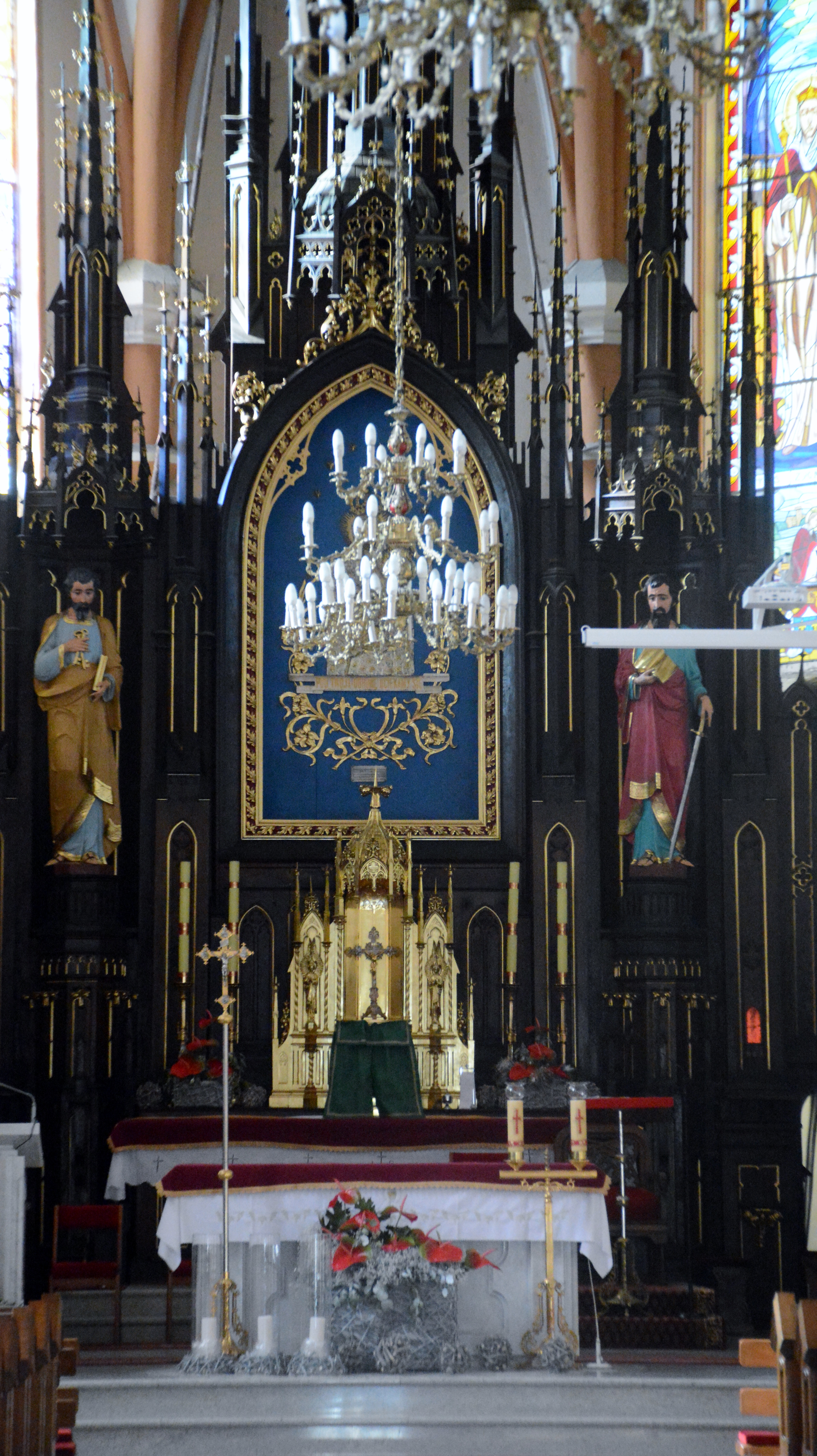
Ołtarz główny

Obecna świątynia murowana, została wzniesiona w stylu neogotyckim w latach 1906-1909 dzięki staraniom księdza Piotra Kucharskiego. konsekrował ją w 1920 roku biskup pomocniczy siedlecki Czesław Sokołowski.
W kościele w ołtarzu głównym jest umieszczony obraz z XVII wieku – Matki Bożej z Dzieciątkiem, natomiast w ołtarzu bocznym jest umieszczony słynący cudami obraz (unicka ikona z dawnej łosickiej cerkwi Zaśnięcia Matki Bożej) Matki Bożej Przeczystej, namalowany także w XVII stuleciu. Obraz ten był zaginiony, jednak kilkanaście lat temu wrócił do kościoła. W świątyni znajdują się także liczne obrazy o treści religijnej namalowane w okresie od XVII - XIX wieku; należą do nich m.in.: portret Tomasza Lewińskiego, proboszcza w Łosicach z 1854 roku, rzeźby w stylu barokowym i tablice nagrobne Franciszki z Bolestów Tchórzewskiej (zmarłej w 1850 roku) i Franciszka Ignacego Lewińskiego biskupa pomocniczego janowskiego (zmarłego w 1854 roku). Świątynia posiada także liczne zabytkowe sprzęty liturgiczne, między innymi; monstrancję w stylu rokokowym z 1780 roku, dwa kielichy w stylu barokowym z XVIII stulecia, pateny z XVIII stulecia, relikwiarze: w stylu barokowym i z początku XIX stulecia oraz szaty liturgiczne dalmatyki, kapa i ornaty pochodzące z XVIII stulecia.